# Зекі Амдуні
Зекі Амдуні (фр. Zeki Amdouni, нар. 4 грудня 2000, Женева) — швейцарський футболіст, нападник англійського клубу «Бернлі» і національної збірної Швейцарії. На умовах оренди виступає за «Бенфіку».

## Клубна кар'єра
Народився 4 грудня 2000 року у швейцарській Женеві в родині вихідця з Туреччнини і його дружини з Тунісу. Вихованець юнацьких команд футбольних клубів «Серветт», «Мерен» та «Етуаль Каруж».
У дорослому футболі дебютував 2017 року виступами за головну команду «Етуаль Каруж» у третьому швейцарському дивізіоні. Попри дуже юний вік був одним із головних бомбардирів команди, відзначившись за два сезони 14-ма забитими голами у 38 іграх першості.
Протягом 2019–2021 років грав на рівні другої за силою у Швейцарії Челлендж-ліги за «Стад Лозанна Уші», після чого привернув увагу вищолігової «Лозанни», у складі якої провів сезон 2021/22.
Влітку 2023 року нападник перейшов на правах оренди до «Базеля». Після досить успішного сезону 2022/23, протягом якого Амдуні мав регулярну ігрову практику і відзначився 22-ма голами у 52 матчах усіх турнірів, клуб скористався опцією викупу гравця й уклав з ним чотирирічний контракт.
19 липня 2023 року підписав п'ятирічний контракт з англійським клубом «Бернлі».

## Виступи за збірні
2019 року дебютував у складі юнацької збірної Швейцарії (U-20), загалом на юнацькому рівні взяв участь у 2 іграх.
У травні 2021 року погодився захищати кольори молодіжної збірної Туреччини, батьківщини свого батька, і провів у її складі одну гру. Утім пізніше того ж року дебютував в іграх за «молодіжку» Швейцарії. У її складі був учасником молодіжного Євро-2023, де виходив на поле в усіх 4 іграх своєї команди і відзначився двома голами.
Восени 2022 року дебютував в офіційних матчах у складі національної збірної Швейцарії, вишовши на заміну у грі Ліги націй УЄФА проти команди Чехії. Вже у своїй другій грі, матчі відбору на Євро-2024 проти білорусів у березні 2023 року, яку нападник також починав також на лавці для запасних, йому вдалося відкрити лік голів за національну команду.
Відтоді Амдуні отримав місце у стартовому складі і довіру тренерського штабу збірної Швейцарії, яку сповна виправдав, забиваючи у кожній із наступних трьох ігор за команду, включаючи обидва голи у ворота збірної Румунії у відбірковій грі на Євро у червні 2023. Загалом видав неймовірно ефективний старт кар'єри у національній команді — п'ять голів у перших п'яти іграх у її футболці.
| Дата       | Місто              | Господарі | Результат               | Гості     | Турнір                               | Голи | Примітки |
| ---------- | ------------------ | --------- | ----------------------- | --------- | ------------------------------------ | ---- | -------- |
| 27-9-2022  | Санкт-Галлен       | Швейцарія | 2 – 1                   | Чехія     | Ліга націй УЄФА 2022-2023 - 1-й етап | -    | 79'      |
| 25-3-2023  | Новий Сад          | Білорусь  | 0 – 5                   | Швейцарія | Відбір до ЧЄ 2024                    | 1    | 58'      |
| 28-3-2023  | Каруж              | Швейцарія | 3 – 0                   | Ізраїль   | Відбір до ЧЄ 2024                    | 1    | 68'      |
| 16-6-2023  | Андорра-ла-Велья   | Андорра   | 1 – 2                   | Швейцарія | Відбір до ЧЄ 2024                    | 1    | 61'      |
| 19-6-2023  | Люцерн             | Швейцарія | 2 – 2                   | Румунія   | Відбір до ЧЄ 2024                    | 2    | 59'      |
| 9-9-2023   | Приштина           | Косово    | 2 – 2                   | Швейцарія | Відбір до ЧЄ 2024                    | -    | 63'      |
| 12-9-2023  | Сьйон              | Швейцарія | 3 – 0                   | Андорра   | Відбір до ЧЄ 2024                    | -    | 66'      |
| 15-10-2023 | Санкт-Галлен       | Швейцарія | 3 – 3                   | Білорусь  | Відбір до ЧЄ 2024                    | 1    | 62'      |
| 15-11-2023 | Будапешт           | Ізраїль   | 1 – 1                   | Швейцарія | Відбір до ЧЄ 2024                    | -    | 69'      |
| 18-11-2023 | Базель             | Швейцарія | 1 – 1                   | Косово    | Відбір до ЧЄ 2024                    | -    | 75'      |
| 21-11-2023 | Бухарест           | Румунія   | 1 – 0                   | Швейцарія | Відбір до ЧЄ 2024                    | -    | 62'      |
| 23-3-2024  | Копенгаген         | Данія     | 0 – 0                   | Швейцарія | товариський матч                     | -    | 65'      |
| 26-3-2024  | Дублін             | Ірландія  | 0 – 1                   | Швейцарія | товариський матч                     | -    |          |
| 4-6-2024   | Люцерн             | Швейцарія | 4 – 0                   | Естонія   | товариський матч                     | 1    | 46'      |
| 8-6-2024   | Санкт-Галлен       | Швейцарія | 1 – 1                   | Австрія   | товариський матч                     | -    | 67'      |
| 15-6-2024  | Кельн              | Угорщина  | 1 – 3                   | Швейцарія | ЧЄ 2024 - груповий етап              | -    | 68'      |
| 19-6-2024  | Кельн              | Шотландія | 1 – 1                   | Швейцарія | ЧЄ 2024 - груповий етап              | -    | 86'      |
| 23-6-2024  | Франкфурт-на-Майні | Швейцарія | 1 – 1                   | Німеччина | ЧЄ 2024 - груповий етап              | -    | 65'      |
| 6-7-2024   | Дюссельдорф        | Англія    | 1 – 1 д.ч. (5 - 3 п.п.) | Швейцарія | ЧЄ 2024 - чвертьфінал                | -    | 118'     |
| 5-9-2024   | Копенгаген         | Данія     | 2 – 0                   | Швейцарія | Ліга націй УЄФА 2024-2025 - 1-й етап | -    | 90+1'    |
| 8-9-2024   | Женева             | Швейцарія | 1 – 4                   | Іспанія   | Ліга націй УЄФА 2024-2025 - 1-й етап | 1    |          |
| Усього     |                    | Матчів    | 21                      |           | Голів                                | 8    |          |

## Титули і досягнення

### Клубні
Бенфіка
- Володар Кубка португальської ліги (1): 2024/25

### Індивідуальні
- Найкращий бомбардир Ліги конференцій УЄФА (1):

2022/23 (7 голів, разом з Артуром Кабралом)